# 크립쇼
크립쇼(Creepshow)는 미국에서 제작된 조지 로메로 감독의 1982년 공포, 코미디, 옴니버스 영화이다. 할 홀브룩 등이 주연으로 출연하였고 리처드 P. 루빈스타인 등이 제작에 참여하였다.

## 출연

### 주연
- 할 홀브룩
- 에이드리엔 바보
- 프리츠 위버
- 레슬리 닐슨
- 캐리 나이

### 조연
- 에드 해리스
- 테드 댄슨
- 스티븐 킹
- 워너 슈크
- 로버트 하퍼
- 엘리자베스 레건
- 게일른 로스
- 존 로머
- 돈 키퍼

## 제작진
- 미술: 크리터스 앤더슨
- 의상: 바바라 앤더슨